# Municipio de Joliette
El municipio de Joliette (en inglés: Joliette Township) es un municipio ubicado en el condado de Pembina en el estado estadounidense de Dakota del Norte. En el año 2010 tenía una población de 67 habitantes y una densidad poblacional de 0,37 personas por km².

## Geografía
El municipio de Joliette se encuentra ubicado en las coordenadas 48°47′48″N 97°13′2″O / 48.79667, -97.21722. Según la Oficina del Censo de los Estados Unidos, el municipio tiene una superficie total de 183.41 km², de la cual 181,41 km² corresponden a tierra firme y (1.09 %) 2 km² es agua.

## Demografía
Según el censo de 2010, había 67 personas residiendo en el municipio de Joliette. La densidad de población era de 0,37 hab./km². De los 67 habitantes, el municipio de Joliette estaba compuesto por el 98,51 % blancos, el 1,49 % eran afroamericanos. Del total de la población el 0 % eran hispanos o latinos de cualquier raza.